# یوسف ناصر
یوسف ناصر (عربی: يوسف ناصر؛ زاده ۹ اکتبر ۱۹۹۰) یک بازیکن فوتبال اهل کویت است.
وی همچنین در تیم ملی فوتبال کویت بازی کرده‌است.